# Мироненко Олександр Миколайович
Олександр Миколайович Мироненко (14 серпня 1942, с. Покровка, Веселинівський район, Миколаївська область — 11 листопада 2014, м. Київ) — український правник, заслужений юрист України. Доктор філософських наук, професор. Головний науковий співробітник Інституту держави і права імені В. М. Корецького, дійсний член Української академії політичних наук, член-кореспондент Академії правових наук України. Заслужений діяч науки і техніки України.

## Життєпис
Народився 14 серпня 1942 року в селі Покровка, Веселинівського району, Миколаївської області у звичайній селянській родині.
Трудову діяльність розпочав у 1959 році слюсарем на миколаївському суднобудівному заводі.
У 1960–1963 роках проходив строкову військову службу.
У 1971 році закінчив юридичний факультет Одеського державного університету імені В. І. Мечникова, 1977 року — Академію суспільних наук при ЦК КПРС у Москві. Працював у комсомольських та партійних органах.
Від 1983 року — на науковій роботі в Інституті держави і права АН УРСР старший науковий співробітник, завідувач відділом історико-політологічних досліджень держави і права України.
Від 1988 року — голова секції Ради з координації фундаментальних правових досліджень НАН України, а за шість років обіймає посаду голови Комісії по вивченню історії українського права при Президії НАН України.

Могила Олександра Мироненка, Байкове кладовище

3 жовтня 1996 року Верховною Радою України призначений суддею Конституційного Суду України, а 19 жовтня 2005 року Олександр Мироненко припинив повноваження судді Конституційного Суду України та відправлений у відставку.
11 листопада 2014 року Олександр Мироненко помер у Києві. Поховано Олександра Миколайовича на центральній алеї Байкового кладовища разом із дружиною (ділянка № 52).

## Родина
У 1985 році Олександр Миколайович одружився з відомою українською та радянською актрисою театру і кіно Валерією Заклунною.

## Наукова діяльність
Автор 12 індивідуальних монографій, 30 підручників, навчальних посібників та інших книг, близько 800 наукових статей, співавтор 53 колективних монографій, енциклопедичних видань і підручників. Наукові роботи присвячені проблемам історії держави і права, історії правових і політичних вчень, філософії права та політології.

## Відзнаки, нагороди

### Премії
- 2004 — Державна премія України в галузі науки і техніки з врученням диплому та Почесної відзнаки № 5518 — за багатотомну наукову працю «Юридична енциклопедія»[6].

## Вшанування пам'яті
18 грудня 2014 року Голова та судді Конституційного Суду України вшанували пам'ять Олександра Миколайовича покладанням квітів до його могили на Байковому кладовищі в Києві. Того ж дня у Конституційному Суді України відкрилася книжково-журнальна виставка під назвою «Пам'яті доктора філософських наук, професора, дійсного члена Української академії політичних наук, члена-кореспондента Академії правових наук України, заслуженого діяча науки і техніки України, судді Конституційного Суду України у відставці Олександра Миколайовича Мироненка (1942—2014)».